# Bisbat de Ban Mê Thuôt
El bisbat de Ban Mê Thuột (vietnamita: Giáo phận Ban Mê Thuột; llatí: Dioecesis Banmethuotensis) és una seu de l'Església catòlica al Vietnam, sufragània de l'arquebisbat de Huê. Al 2018 tenia 440.942 batejats d'un total de 2.955.911 habitants. Actualment està regida pel bisbe Vincent Nguyên Van Ban.

## Territori
La diòcesi comprèn les províncies vietnamites de Dak Lak, Dak Nong i gran part de la província de Binh Phuoc.
La seu episcopal és la ciutat de Ban Mê Thuột, on es troba la catedral del Sagrat Cor de Jesús
El territori s'estén sobre 24.474 km² i està dividit en 106 parròquies.

## Història
La diòcesi va ser erigida el 22 de juny de 1967 mitjançant la butlla Qui Dei benignitate del papa Pau VI, prenent el territori de les diòcesis de Ðà Lat i de Kontum.

## Cronologia episcopal
- Pierre Nguyên Huy Mai † (22 de juny de 1967 - 4 d'agost de 1990 mort)
- Joseph Trinh Chinh Truc † (4 d'agost de 1990 - 29 de desembre de 2000 jubilat)
- Joseph Nguyên Tich Duc † (29 de desembre de 2000 - 17 de maig de 2006 renuncià)
- Vincent Nguyên Van Ban, des del 21 de febrer de 2009

## Estadístiques
A finals del 2018, la diòcesi tenia 440.942 batejats sobre una població de 2.955.911 persones, equivalent al 14,9% del total.
| any  | població | població  | població | sacerdots | sacerdots       | sacerdots       | sacerdots             | diàques | religiosos | religiosos | parroquies |
| ---- | -------- | --------- | -------- | --------- | --------------- | --------------- | --------------------- | ------- | ---------- | ---------- | ---------- |
| any  | batejats | total     | %        | total     | clergat secular | clergat regular | batejats por sacerdot | diàques | homes      | dones      |            |
| 1970 | 48.794   | 282.132   | 17,3     | 66        | 63              | 3               | 739                   |         | 12         | 35         | 38         |
| 1979 | 66.854   | 600.000   | 11,1     | 60        | 60              |                 | 1.114                 |         | 19         | 134        | 34         |
| 1995 | 150.000  | 1.500.000 | 10,0     | 50        | 48              | 2               | 3.000                 |         | 2          | 137        | 78         |
| 2000 | 252.441  | 2.100.000 | 12,0     | 72        | 70              | 2               | 3.506                 |         | 7          | 180        | 48         |
| 2001 | 262.480  | 1.900.000 | 13,8     | 72        | 70              | 2               | 3.645                 |         | 7          | 180        | 51         |
| 2002 | 281.843  | 1.900.000 | 14,8     | 74        | 70              | 4               | 3.808                 |         | 9          | 245        | 52         |
| 2004 | 303.368  | 1.900.000 | 16,0     | 74        | 70              | 4               | 4.099                 |         | 55         | 280        | 51         |
| 2006 | 317.726  | 2.581.000 | 12,3     | 105       | 93              | 12              | 3.025                 |         | 32         | 293        | 59         |
| 2012 | 388.615  | 2.684.047 | 14,5     | 128       | 108             | 20              | 3.036                 |         | 92         | 466        | 98         |
| 2015 | 418.280  | 2.862.811 | 14,6     | 172       | 133             | 39              | 2.431                 |         | 126        | 515        | 101        |
| 2018 | 440.942  | 2.955.911 | 14,9     | 192       | 141             | 51              | 2.296                 | 13      | 144        | 706        | 106        |